# 국제애견연맹

국제애견연맹(Fédération Cynologique Internationale, FCI)는 벨기에 뒤엥에 본사를 두고있는 국제적 애견협회 연합이다. 1911년 5월 22일 독일, 오스트리아, 벨기에, 프랑스, 네덜란드의 애견 단체가 연합해 설립했으나, 제1차 세계 대전으로 없어졌다가 1921년 다시 결성되었다.